# Where the Wild Roses Grow
«Where the Wild Roses Grow» — балада про вбивство австралійського гурту Nick Cave and the Bad Seeds та співачки Кайлі Міноуг, представлена в жовтні 1995 року. Вона є п'ятою піснею і лід-синглом з дев'ятого студійного альбому гурту, Murder Ballads (1996), випущеного на Mute Records.
Автором пісні є фронтмен гурту Нік Кейв, а продюсерами виступили Тоні Коен і Віктор Ван Вугт; музичне відео було знято режисером Роккі Шенком.
Пісня отримала позитивні відгуки від музичних критиків і стала найуспішнішим синглом гурту в усьому світі, досягнувши 3-го місця в Норвегії, п'ятого в Австралії та двадцятки кращих у Великій Британії, Ірландії, Німеччині та Новій Зеландії. Сингл став «золотим» у Німеччині в 1996 році за 250 000 проданих копій, незважаючи на те, що ніколи не потрапляв в першу десятку в цій країні. У 2008 році він знову опинився в нижній частині німецького хіт-параду через цифрове завантаження після того, як був використаний в мильній опері. «Where the Wild Roses Grow» також отримав золотий сертифікат в Австралії за продаж 50 000 копій.
Пісня посіла восьме місце у Triple J's Hottest 100 у 1995 році. У 2012 році NME включив цю пісню до свого списку 100 найкращих пісень 1990-х під номером 35, а в 2014 році NME помістив її під номером 378 у своєму списку 500 найкращих пісень усіх часів.

## Формати та списки пісень
- Австралійський компакт-диск і сингл на касеті; британський CD сингл (D1188; C 1188; CDMUTE 185)[4][5][6]

1. «Where the Wild Roses Grow» (Кейв) — 3:58
2. «The Ballad of Robert Moore & Betty Coltrane» (Кейв) — 3:34
3. «The Willow Garden» (народна) — 3:57

- Британський 7-дюймовий і касетний сингл(MUTE 185; CMUTE 185)[7][8]

1. «Where the Wild Roses Grow» (Кейв) — 3:58
2. «The Ballad of Robert Moore & Betty Coltrane» (Кейв) — 3:34

## Чарти

### Тижневі чарти
| Чарт (1995—1996)                          | Найвища позиція |
| ----------------------------------------- | --------------- |
| Австралія (ARIA)                          | 2               |
| Австрія (Ö3 Austria Top 75)               | 4               |
| Бельгія (Ultratop Flanders)               | 3               |
| Бельгія (Ultratop Wallonia)               | 8               |
| Denmark (IFPI)                            | 9               |
| Europe (Eurochart Hot 100)                | 8               |
| Фінляндія (Suomen virallinen lista)       | 5               |
| Франція (SNEP)                            | 37              |
| Німеччина (Media Control AG)              | 12              |
| Iceland (Íslenski Listinn Topp 40)        | 3               |
| Ірландія (IRMA)                           | 6               |
| Нідерланди (Dutch Top 40)                 | 9               |
| Нідерланди (Mega Single Top 100)          | 9               |
| Нова Зеландія (RIANZ)                     | 11              |
| Норвегія (VG-lista)                       | 3               |
| Шотландія (Official Charts Company)       | 9               |
| Швеція (Sverigetopplistan)                | 3               |
| Швейцарія (Media Control AG)              | 11              |
| Велика Британія (Official Charts Company) | 11              |

### Річні чарти
| Чарт (1995)                    | Позиція |
| ------------------------------ | ------- |
| Australia (ARIA)               | 41      |
| Belgium (Ultratop 50 Flanders) | 27      |
| Belgium (Ultratop 50 Wallonia) | 61      |
| Europe (Eurochart Hot 100)     | 59      |
| Netherlands (Dutch Top 40)     | 94      |
| Netherlands (Single Top 100)   | 76      |
| Sweden (Sverigetopplistan)     | 13      |

| Чарт (1996)                        | Позиція |
| ---------------------------------- | ------- |
| Austria (Ö3 Austria Top 40)        | 24      |
| Europe (Eurochart Hot 100)         | 64      |
| Germany (Official German Charts)   | 65      |
| Iceland (Íslenski Listinn Topp 40) | 61      |

## Сертифікації
| Регіон                                             | Сертифікація | Продажі  |
| -------------------------------------------------- | ------------ | -------- |
| Австралія (ARIA)                                   | Золотий      | 35 000^  |
| Німеччина (BVMI)                                   | Золотий      | 250 000^ |
| ^відвантаження, що базуються лише на сертифікаціях |              |          |